# Corée du Sud aux Jeux olympiques d'hiver de 1992
La Corée du Sud participe aux Jeux olympiques d'hiver de 1992, organisés à Albertville en France. Cette nation prend part aux Jeux olympiques d'hiver pour la onzième fois de son histoire. La délégation sud-coréenne, formée de 23 athlètes (19 hommes et 4 femmes), remporte 4 médailles (2 d'or, 1 d'argent et 1 de bronze) et se classe au dixième rang du tableau des médailles.

## Médaillés
| Médaille | Nom                                            | Discipline                           | Épreuve                    |
| -------- | ---------------------------------------------- | ------------------------------------ | -------------------------- |
| Or       | Kim Ki-hoon                                    | Patinage de vitesse sur piste courte | 1 000 mètres hommes        |
| Or       | Kim Ki-hoon Lee Joon-ho Mo Ji-soo Song Jae-kun | Patinage de vitesse sur piste courte | Relais hommes 5 000 mètres |
| Argent   | Kim Yoon-man                                   | Patinage de vitesse                  | 1 000 mètres hommes        |
| Bronze   | Lee Joon-ho                                    | Patinage de vitesse sur piste courte | 1 000 mètres hommes        |